# Bačko-baranjsko slovensko kulturno udruženje
Bačko-baranjsko slovensko kulturno udruženje (kratica BBSKU), organizacija osnovana 2. IV. 1945. u Mohaču na inicijativu dr Martina Laslovića. U mjesecu rujnu iste godine priključilo se AFS-u, dok je dr Martin Laslović imenovan za oblasnog predsjednika AFS-a.
Izvor: "Narodni kalendar / Народни календар / Ljudski koledar 1985", Demokratski savez Južnih Slavena u Mađarskoj, Budimpešta (str.11).